# Guitar Theme
Guitar Theme è il primo e unico album discografico de I 5 Rizzo, pubblicato in Italia nel 1965.

## Tracce
Lato A
1. Union Pacific (Alan Hawkshaw)
2. Sidewalk Serenade (Little; Larry Fotine)
3. Magic Carpet (Martin)
4. Cavalcata (Guido Rizzo)
5. Humdinger (Mike Maxfield, Robin Mac Donald)
6. Guitar Theme (Perry Botkin)

Lato B
1. The Spy (Alan Hawkshaw)
2. Millionaire (Mike Maxfield)
3. Pony Express (Del Hidden)
4. Continental Melody (Hans Carste)
5. Pipeline (Bob Spickard, Brian Carman)
6. The Cruel Sea (Mike Maxfield)